# 7121 Busch
A 7121 Busch (ideiglenes jelöléssel 1989 AL7) a Naprendszer kisbolygóövében található aszteroida. Freimut Börngen fedezte fel 1989. január 10-én.